# 스탠리 파크

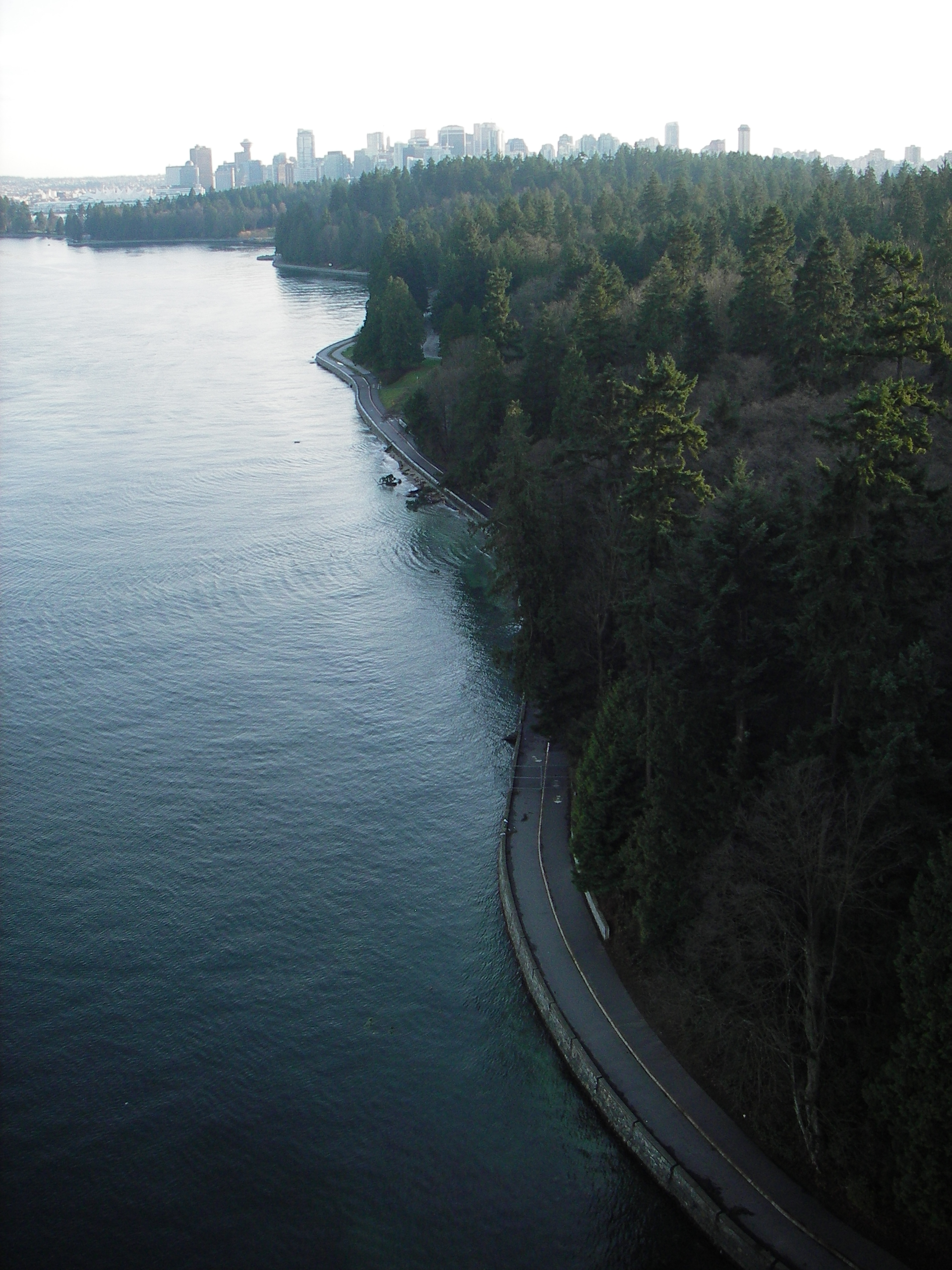

스탠리 파크(Stanley Park)는 캐나다 브리티시 컬럼비아 주 밴쿠버 다운타운에 접한 404.9 헥타르(1001 에이커)의 도시 공원이다.